# Ходасевич, Михаил Фелицианович
Михаил Фелицианович Ходасевич (1865, Тула—1925) — адвокат, брат поэта В. Ф. Ходасевича, отец художницы В. М. Ходасевич.

## Биография

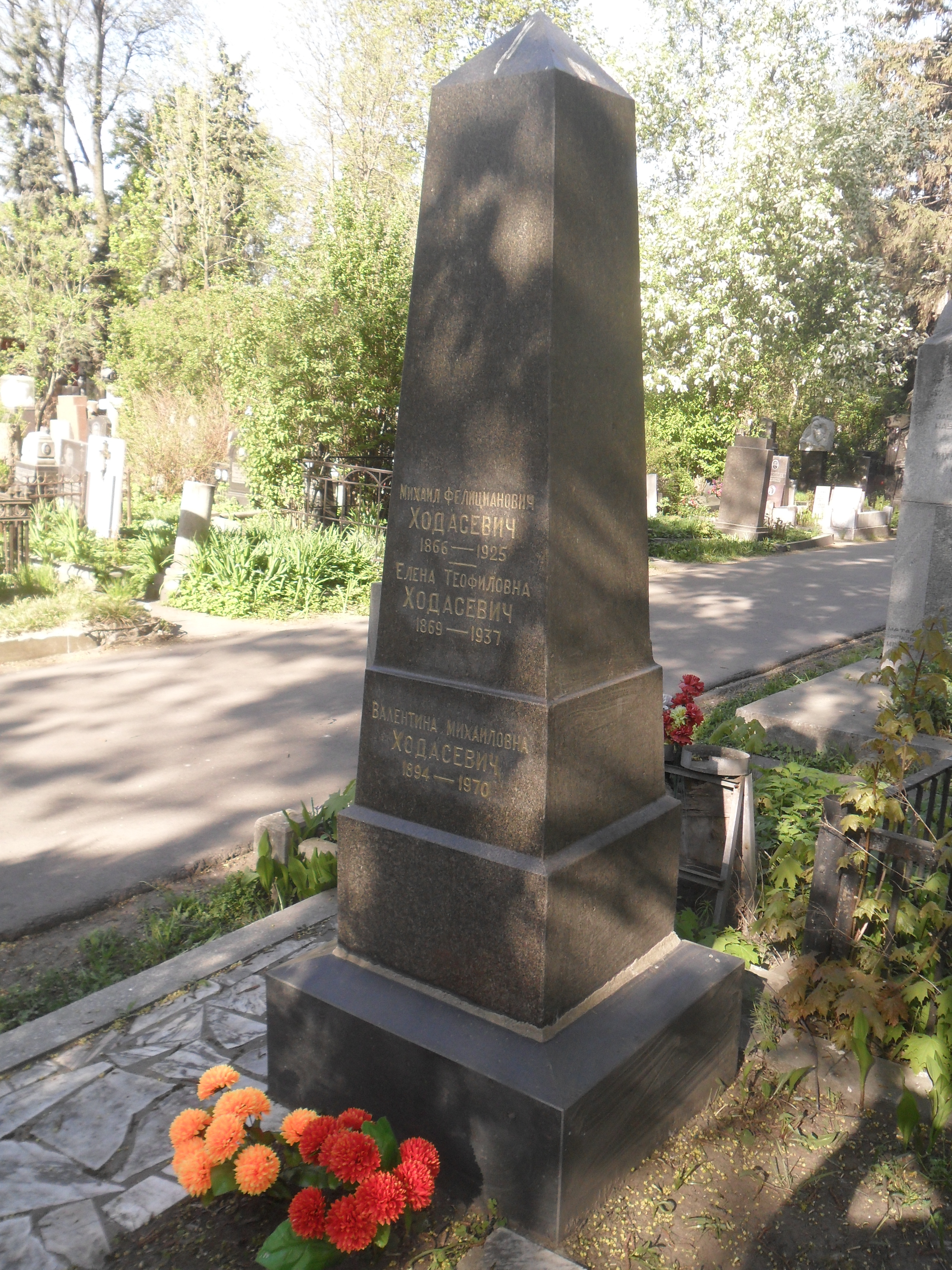
Могила Ходасевича на Новодевичьем кладбище Москвы

Родился в семье Фелициана Ивановича Ходасевича, выходца из польской обедневшей дворянской семьи, неудачливого художника, а после фотографа, работавшего в Туле и Москве, который, в частности, фотографировал Льва Толстого. Мать адвоката, Софья Яковлевна, была дочерью известного еврейского литератора Якова Александровича Брафмана (1824—1879), впоследствии перешедшего в православие (1858) и посвятившего дальнейшую жизнь т. н. «реформе еврейского быта» с христианских позиций. Михаил Фелицианович любил искусство, коллекционировал вещи александровской эпохи и с начала 1900-х годов — современную живопись. 
В 1895—1896 годах вместе с П. Н. Малянтовичем, В. А. Маклаковым и др. положил начало организации т. н. «молодой адвокатуры» — первому в России кружку политических защитников. В 1899 году вместе с другими членами кружка выступил защитником на крупном процессе в Москве по делу о сопротивлении властям рабочих ткацкой фабрики Викулы Морозова. Успешно защищал Н. С. Гончарову на одном из судебных разбирательств по обвинению художницы в кощунстве. В 1909 году осуществлял защиту в деле о «Каширском вооружённом восстании» вместе с адвокатами П. П. Лидовым, А. П. Шполянским, М. Л. Мандельштамом и С. А. Львовым. 
Ходасевич принял Февральскую революцию и поначалу согласился сотрудничать с большевиками после Октябрьской революции.
Умер 13 декабря 1925 года от брюшного тифа. Его коллекция согласно завещанию была распределена по московским музеям; книги из библиотеки М.Ф. Ходасевича находились в Библиотеке Московского союза художников, в настоящее время — в коллекции Библиотеки искусств имени А. П. Боголюбова. Похоронен на Новодевичьем кладбище.

#### Семья
- Сестры: Мария Фелициановна Ходасевич, в замуж. Войшицкая (1868—1931, Ленинград), фотограф[2] и Евгения Фелициановна Ходасевич (в замуж. Кан, затем — Нидермиллер, 1876—1960, Париж), в 1920-е годы эмигрировала[3]. Племянник (сын Евгении Фелициановны) — С.Б.Кан.

- Жена — Елена Теофиловна Ходасевич (урожд. Хмелевская; 1869–1937).
- Дочь — Валентина Ходасевич, советская художница.

«Милая семья  Михаила Фелициановича Ходасевича состояла из троих. <...> Елена Теофиловна — его супруга была очень высокая и очень милая, и упорная. Ей было 30 лет с чем-то, когда она стала учиться на фортепьяно и, не имея слуха, выучилась сносно играть. Дядя Ваня, обладая хорошим слухом, всегда над нею посмеивался. Зато вкус у Елены Теофиловны был прекрасный. Она сама хорошо одевалась и хорошо одевала дочь Валю. Мне было с ними хорошо. Жили они в Старом Гиреево рядом со мной и в Большом доме, и рядом на даче налево и направо. Валю я помню девочкой — подругой в детских играх, теперь она известная художница. Когда мы жили в Большом доме, то мой маленький “Красный домик” с поляны переносили под кедры на поляну перед домом. И там же были качели и “гигантские шаги”. В домике моём на окнах висели занавески, был стол и две скамейки» (из воспоминаний Евгении Петровны Турманиной (урожд. Файдыш), сестры П.П.Файдыша).